# 허브 스타펠

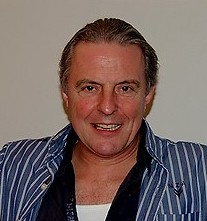

휘프 스타펄(Huub Stapel, 1954년 12월 2일 ~ )은 네덜란드 왕국의 텔레비전 배우, 영화배우, 배우, 연극 배우, 가수이다.

## 영화
- 페리 (2021년) - 브링크 역
- 레드배드 (2018년)
- 사랑이란 언어 (2013년)
- 어 퍼펙트 맨 (2013년) - 피터 역
- 어 굿 데스 (2012년) - 마이클 역
- 세인트(영어판) (2010년) - 성 니콜라스 역
- 스무버리프드 (2010년)
- 이프! (2010년)
- 러브 이즈 올 (2007년)
- 고요의 바다(영어판) (2003년)
- 친구를 빌려줍니다 (2000년)
- 노킹 온 헤븐스 도어 (1997년) - 프랭키 역
- 플로더 2 - 못말리는 푼수들 (1992년)
- 에밀리아 부인의 연정 (1991년)
- 더 애틱: 더 하이딩 오브 안네 프랭크 (1988년)
- 암스테르담 (1987년)
- 플로더 (1986년)
- 리프트 (1983년)